# Melanoplus strumosus
Melanoplus strumosus är en insektsart som beskrevs av Morse 1904. Melanoplus strumosus ingår i släktet Melanoplus och familjen gräshoppor. Inga underarter finns listade i Catalogue of Life.